# 2025 у телебаченні
Список 2025 у телебаченні описує події у сфері телебачення, що відбулися або відбудуться 2025 року.

## Події

### Січень
- 1 січня
  - Припинення мовлення телеканалу «Comedy Central Україна»[1][2].
  - Початок мовлення нового спортивного телеканалу «Setanta Sports Premium»[3].
  - Відновлення самостійного мовлення та перезапуск телеканалу «Zoom»[4][5].
  - Відновлення мовлення одеського регіонального телеканалу «Град»[6].
  - Припинення супутникового мовлення телеканалу «Квартал TV International»[7].
- 2 січня — Відновлення мовлення одеського регіонального «7 каналу»[8].
- 10 січня
  - Перейменування криворізького регіонального телеканалу «Первый городской» у «Перший міський.KR»[9][10].
  - Початок мовлення телеканалів «СТБ», «ICTV», «Суспільне Культура», «Суспільне Донбас» та «Перший» в локальному DVB-T2 мультиплексі Межової (35 ТВК) згідно з тимчасовим дозволом на 1 рік[11].
- Початок мовлення телеканалу «Info+» у Закарпатській області в MX-5 цифрової етерної мережі DVB-T2[12][13][14].

### Лютий
- 5 лютого
  - Початок мовлення телеканалу «Розпакуй TV» в мультиплексі MX-2 цифрової етерної мережі DVB-T2[15][16].
  - Початок мовлення телеканалу «Тюсо» в мультиплексі MX-3 цифрової етерної мережі DVB-T2[15][16].
- 6 лютого — Відновлення мовлення телеканалу «TV 7+» у Білогір'ї та Полонному MX-5 цифрової етерної мережі DVB-T2[12][17][18].
- 24 лютого — Зміна графічного оформлення телеканалу «К1»[19].

### Березень
- 1 березня
  - Припинення супутникового мовлення телеканалів «Твоє кіно Хіт», «Твоє кіно Action» і «Твоє кіно Relax»[20].
  - Припинення мовлення та закриття дніпровського регіонального «9 каналу»[21].
- 3 березня
  - Початок мовлення телеканалу «Slawa TV» від української редакції польського суспільного мовника «TVP» на базі телеканалу «Белсат»[22][23][24][25].
  - Початок мовлення «Чорноморської ТРК» в локальному DVB-T мультиплексі Києва (43 ТВК)[26][27].
- 14 березня — Початок мовлення нових FAST-телеканалів «Family.is», «Містичні історії», «Драма ТБ», «Медичні серіали» та «Українські мелодрами» від «FILM.UA Group»[28].
- 15 березня — Призупинення роботи «Голосу Америки»[29][30].

### Травень
- 5 травня
  - Початок мовлення нового телеканалу «Конкурент Україна»[31][32][33][34].
  - Ребрендинг латвійського фільмового телеканалу «TV XXI» у «4Y»[35].
- 7 травня — Зміна логотипів і графічного оформлення телеканалів «Viasat Kino», «Viasat Kino Action», «Viasat Kino Comedy», «Viasat Kino Megahit» та «Viasat Kino World»[36][37][38].
- 9 травня — Початок мовлення україномовних версій телеканалів «Eurosport 1» і «Eurosport 2»[39][40].
- 20 травня — Початок мовлення телеканалу «Телефакт» у локальному DVB-T2 мультиплексі Львова (37 ТВК)[41][42].

### Червень
- 1 червня — Зміна логотипа і графічного оформлення телеканалу «Апостроф TV»[43][44].
- 23 червня — Припинення мовлення телеканалу «Star Family» на території України[45][46].
- 24 червня — Початок мовлення телеканалу «NTA» у Новому Розділі в MX-5 цифрової етерної мережі DVB-T2[12].
- 25 червня — Початок мовлення телеканалу «NTA» в локальному DVB-T мультиплексі Києва (43 ТВК), у Долині та Івано-Франківську в MX-5 цифрової етерної мережі DVB-T2[47][48][12].

### Липень
- 4 липня — Ребрендинг телеканалу «Megogo Live» в «Megogo Music»[49][50][51].
- 7 липня — Зміна логотипів і графічного оформлення телеканалів «Твоє кіно Хіт», «Твоє кіно Action» і «Твоє кіно Relax»[52][53].
- 14 липня — Початок мовлення українського телеканалу «Дім» на території Чорногорії[54].
- 28 липня — Ребрендинг телеканалу «УНІАН» в «УНІАН. Серіал»[55][56][57][58].

### Серпень
- 2 серпня — Початок мовлення телеканалу «NTA» в Підбужі в MX-5 цифрової етерної мережі DVB-T2[12].
- 11 серпня — Початок мовлення телеканалу «Milady Television» в одеському мультиплексі цифрової етерної мережі DVB-T2[59][60].

## Очікувані події
- Жовтень — Початок мовлення музичних телеканалів «Music Box Classic», «Music Box Hits», «Music Box Dance» та «Music Box Sexy» на території Польщі[61][62].
- Кінець року — Припинення мовлення телеканалів «MTV» на території Європи (крім «MTV Europe»)[63].
- Початок мовлення нового телеканалу «Maincast Sport»[64].
- Початок мовлення телеканалу «Кременчук» у Полтавській області в MX-5 цифрової етерної мережі DVB-T2[65].
- Повноцінний запуск загальнонаціонального державного мультиплекса MX-7 цифрової етерної мережі DVB-Т2 із кількістю 12 каналів[66].
- Початок мовлення нового інформаційного телеканалу «УНІАН-2»[67].
- Початок мовлення телеканалу «Beauty Trust Quality» в мультиплексі MX-3 цифрової етерної мережі DVB-T2[15].
- Початок мовлення телеканалу «MediaInform» у Павлограді в MX-5 цифрової етерної мережі DVB-T2[12].
- Початок мовлення телеканалу «УНІАН. Дніпро» у Дніпрі в MX-5 цифрової етерної мережі DVB-T2[68].
- Початок мовлення телеканалу «УНІАН. Харків» у Харкові в MX-5 цифрової етерної мережі DVB-T2[68].
- Зміна формату «8 каналу» з розважально-просвітницького на містично-історичний[69].
- Початок мовлення телеканалу «Аверс» у локальному DVB-T2 мультиплексі Тернополя (44 ТВК)[41].
- Початок мовлення телеканалу «Апостроф TV» в локальному DVB-T мультиплексі Києва (43 ТВК)[47].
- Початок мовлення нового міжнародного телеканалу телеторгівлі «Caravan»[70].
- Початок мовлення телеканалу «4ГТБ» у локальному DVB-T2 мультиплексі Городка (48 ТВК)[71].
- Початок мовлення телеканалу «Броди» у Бродах в MX-5 цифрової етерної мережі DVB-T2[12].
- Початок мовлення телеканалу «СТС» у Шостці в MX-5 цифрової етерної мережі DVB-T2[12].
- Початок мовлення телеканалу «Milady Television» у Великому Бурлуці в MX-5 цифрової етерної мережі DVB-T2[12].
- Початок мовлення телеканалу «ТРК К-П» в Кульчіївцях в MX-5 цифрової етерної мережі DVB-T2[12].
- Початок мовлення телеканалу «Ексклюзив» у Хмельницькому в MX-5 цифрової етерної мережі DVB-T2[12].
- Початок мовлення телеканалу «Аверс» у локальному DVB-T2 мультиплексі Львова (37 ТВК)[41].
- Початок мовлення телеканалів «Ексклюзив», «TV 7+» та «Like TV» у локальному DVB-T2 мультиплексі Шепетівки (40 ТВК)[41].
- Початок мовлення телеканалу «Ексклюзив» у локальному DVB-T2 мультиплексі Полонного (40 ТВК)[41].
- Початок мовлення телеканалів «Ексклюзив» та «Перший подільський» у локальному DVB-T2 мультиплексі Крупця (43 ТВК)[41].
- Початок мовлення телеканалу «Ексклюзив» у локальному DVB-T2 мультиплексі Волочиська (48-й ТВК)[41].
- Початок мовлення телеканалу «Ексклюзив» у локальному DVB-T2 мультиплексі Городка (48 ТВК)[41].
- Початок мовлення телеканалів «Перший Подільський» й «Ексклюзив» у локальному DVB-T2 мультиплексі Кульчіївцях (47 ТВК)[41][47].
- Початок мовлення «35 каналу», «УНІАН. Миколаїв» і «Аверс» у локальному DVB-T2 мультиплексі Миколаєва (51 ТВК)[41].
- Початок мовлення «12 Каналу» й «Аверс» у локальному DVB-T2 мультиплексі Житомира (47 ТВК)[41].
- Початок мовлення телеканалів «Сфера ТБ» та «Рівне 1» у локальному DVB-T2 мультиплексі Дубна (41 ТВК)[41][72][73].